# 3038 Bernes
3038 Bernes је астероид главног астероидног појаса са средњом удаљеношћу од Сунца која износи 2,438 астрономских јединица (АЈ).
Апсолутна магнитуда астероида је 13,7.